# دوبویوو (شهرستان چوئوخوف)
دوبویوو (به لهستانی:  Dobojewo) یک روستا در لهستان است که در گمینا چووخوو واقع شده‌است. دوبویوو ۲۰۹ نفر جمعیت دارد.